# فوقس متلاشي
فوقس متلاشي (الاسم العلمي: Fucus evanescens) هو نوع من الطلائعيات يتبع جنس الفوقس من الفصيلة الفوقسية.	    